# Gullabo församling
Gullabo församling är en församling i Torsås pastorat i Stranda-Möre kontrakt i Växjö stift inom Svenska kyrkan och ligger i Torsås kommun. 
Församlingskyrka är Gullabo kyrka. 

## Administrativ historik
1390 omtals en "Glosebo socken" (Glosbodhe), vilken troligen motsvarar den kapellförsamling som senare under 1600-talet omtalas som belägen nordvästra delen av Torsås socken. Det är okänt var kyrkan eller kapellet legat.
År 1871 återuppstod den som egen församling och ingick fram till 1 maj 1921 i Torsås pastorat. Därefter utgjorde Gullabo församling ett eget pastorat för att 1973 återigen bli en del av Torsås pastorat.

## Series pastorum
| Ämbetstid              | Namn                             | Levnadstid             |
| 1921–(åtminstone 1948) | Gunnar Harald Hilding Lagerquist | 1881–(åtminstone 1948) |